# Ancienne église Sainte-Colombe de Cases-de-Pène
Pour les articles homonymes, voir Église Sainte-Colombe de Cases-de-Pène et Église Sainte-Colombe.

L'église Sainte-Colombe est une église romane en ruines située à Cases-de-Pène, dans le département français des Pyrénées-Orientales.

## Toponymie et situation
En catalan, l'église se nomme Santa Coloma de Pena ou Santa Coloma de Cavanac. L'église se trouve dans le lieu-dit Santa Coloma (ou Sainte-Colombe), à l'ouest du village de Cases-de-Pène, dans le département français des Pyrénées-Orientales. Ce lieu-dit est situé sur les bords de l'Agly, dans un méandre. Il est surplombé par les ruines de l'ancien château de Cases-de-Pène, placé bien plus haut sur des falaises.

## Histoire
La Villa Cavanac est mentionnée dès 901. Il s'agissait d'un vaste domaine agricole s'étendant sur l'actuel lieu-dit Santa Coloma de Cases-de-Pène, mais aussi de l'autre côté de l'Agly, jusqu'à l'actuel mas de Jau. Au Moyen- Âge, ce domaine a englobé deux hameaux : Santa Maria de Cavanac (actuel mas de Jau) et Santa Coloma de Cavanac, sur les communes de Cases-de-Pène, d'Estagel et de Calce.
Peu de textes anciens citent cette église. L'un date de 1063. Un autre, de 1265, la signale comme abandonnée. Sa situation près de l'Agly, soumise à des inondations régulières, pourrait être la raison de cette désaffectation précoce. Cette rareté des textes et le mauvais état des ruines restantes en rendent la datation hasardeuse.

## Architecture
Seul un pan de mur de la façade occidentale est encore debout et l'on peut vaguement repérer le plan de la nef sous la végétation. Le plan du chevet est inconnu.